# آرتوچ (تاجیکستان)
آرتوچ (تاجیکستان) (به لاتین: Artuch) یک منطقهٔ مسکونی در تاجیکستان است که در ولایت سغد واقع شده‌است.